# Kidbrooke
Kidbrooke és un barri del districte de Greenwich de Londres, Anglaterra (Regne Unit). Rep el nom del rierol Kyd (Kyd Brook), un curs d'aigua que corre des d'Orpington a Lewisham.